# Lo Vas a Olvidar
«Lo Vas a Olvidar» (с исп. — «Ты это забудешь?») — песня, записанная американской певицей Билли Айлиш совместно с испанской певицей Розалией. Лейблы Darkroom и Interscope Records выпустили песню 21 января 2021 года как часть саундтрека телесериала Эйфория. Розалия, Pablo Díaz-Reixa, Айлиш и её брат Финнеас О’Коннелл написали текст песни в соавторстве, причём последний продюсировал её.

## История
26 февраля 2019 года Айлиш подтвердила в интервью радиостанции BBC Radio 1, что у неё и Розалии была сессия записи, на которой они вместе написали песню. Певица также рассказала о том, каково это было работать с ней, отметив, что помимо того, что она «самая милая девушка», она также очень созвучна тому, чего хочет. «Это было здорово, она действительно знает, чего хочет», — сказала Айлиш о Розалии. "Вот почему это было освежающе, потому что я подумала: «Вау, ты реально единственный такой человек, из тех что я действительно встречала».
10 марта 2020 года, после концерта Айлиш на арене Палау Сант Жорди в Барселоне, Розалия опубликовала их фотографии в социальных сетях и заявила, что «не может дождаться окончания нашей песни. Меня очень вдохновляет то, что я делаю с тобой в студии или вчера вживую». Позже в том же месяце Айлиш рассказала, что песня была наполовину на испанском, а наполовину на английском языке для них обоих, назвав её «красивой» и сказала, что они «обе влюблены в неё».
В январе 2021 года в журнале Billboard вышла статья о перспективах двуязычного сотрудничества, которое журнал ожидает в 2021 году, упомянув и давно ожидаемую песню Айлиш и Розалии: «… мы терпеливо ждем. Может быть, она (Розалия) ждёт, чтобы включить его в свой следующий альбом. Что делает эту команду захватывающей, так это то, что оба музыканта экспериментальны, резкие и исключительные авторы песен». Официальное объявление о песне было сделано 19 января в социальных сетях вместе с трейлером второго специального эпизода телесериала «Эйфория» с Хантером Шефером в главной роли.

## Запись
Во время интервью с новозеландским диджеем и продюсером Зейном Лоу Айлиш заявила, что работа над этой песней «самая долгая подготовка в мире». Первая совместная сессия записи песни прошла в Лос-Анджелесе ещё в январе 2019 года, где была написана и записана большая часть песни. Во время этого сеанса записи «Розалия открыла новую тональность у Айлиш, которую она не пробовала раньше», достигнув нового диапазона высоких нот. Также во время сессии они обсудили, должна ли песня быть на испанском или на английском языке, на которой Айлиш настояла на том, чтобы петь на романском языке. Позже Айлиш почувствовала, что её певческий голос на испанском «заставляет тебя звучать лучше». Поскольку Айлиш не владеет этим языком, Розалии пришлось учить американскую певицу и переводить ей тексты песен. После этого в июле была проведена вторая совместная сессия в США. Продюсер Финнеас О'Коннелл сообщил прессе, что песня прошла через множество этапов, что довольно редко, так как он и его сестра обычно оставляют первое впечатление в качестве финального звука. Партия Розалии и аранжировки для песни были, как сообщается, закончены к апрелю 2020 года. Хотя трек планировалось выпустить летом 2020 года, за это время продюсирование было переработано, и заключительные куплеты были добавлены Айлиш с небольшой помощью других членов семьи Коннелл.

## Музыка
«Lo Vas a Olvidar» (с исп. — «Ты это забудешь?») это медитативная баллада, включающая «изобретательный арт-поп». Стеффани Вонг из Nylon заявила, что песня спета полностью a capella, и упомянула, что в ней «редкие звуки природы и атмосферные синтезаторы, образующие туманный фон, поскольку Айлиш и Розалия занимаются вокальной гимнастикой друг с другом, иногда на английском, но в основном на испанском». Патрик Хоскен из MTV отметил, что трек представляет собой «сказочную плоскость, где небольшие изменения в настроении и атмосфере управляются мощными вокальными моментами каждой из них».

## Отзывы
Песня «Lo Vas a Olvidar» получила в целом положительные отзывы критиков. Крис Девиль из «Stereogum» охарактеризовал трек как «зловещий» и «минималистичный». Маркус Джонс из Entertainment Weekly назвал песню «преследующей (навязчивой)». Кэролайн Тверски из Seventeen назвала песню «красивой».

## Музыкальное видео
Музыкальное видео «Lo Vas a Olvidar» было выпущено в тот же день, что и песня. Режиссёром видео выступил удостоенный нескольких наград режиссёр Набиль Элдеркин.
Видео показывает, что Айлиш и Розалия одни в темной комнате, освещенной только движущимся прожектором, поют в призрачной, но бурной пустоте.
Шакил Махджури из Entertainment Tonight Canada охарактеризовал клип как «опьяняющий» и «вводящий в транс». Сотрудники журнала People расценили видео как «сказочное». Джем Асвад из Variety назвал видео «атмосферным». Джордан Дарвилл из The Fader сказал, что видео было «очень насыщенным, но в то же время гламурным». Джо Прайс из Complex описал визуальное оформление как «поразительное» и отметил, что оно «хорошо сочетается с песней».

## Чарты
| Чарт (2021)                                  | Высшая позиция |
| -------------------------------------------- | -------------- |
| Мир (Billboard Global 200)                   | 18             |
| Аргентина (Argentina Hot 100)                | 100            |
| Австралия (ARIA)                             | 57             |
| Австрия (Ö3 Austria Top 40)                  | 37             |
| Бельгия/Фландрия (Ultratop 50)               | 43             |
| Бельгия/Валлония (Ultratip Bubbling Under)   | 20             |
| Канада (Billboard Canadian Hot 100)          | 50             |
| Чехия (Singles Digitál Top 100)              | 4              |
| Франция (SNEP)                               | 78             |
| Германия (GfK)                               | 63             |
| Венгрия (Single Top 40)                      | 33             |
| Венгрия (Stream Top 40)                      | 28             |
| Ирландия (IRMA)                              | 23             |
| Италия (FIMI)                                | 74             |
| Нидерланды (Single Top 100)                  | 50             |
| Новая Зеландия (RMNZ)                        | 2              |
| Норвегия (VG-lista)                          | 22             |
| Словакия (Singles Digitál Top 100)           | 15             |
| Швеция (Sverigetopplistan)                   | 37             |
| Швейцария (Schweizer Hitparade)              | 10             |
| Испания (PROMUSICAE)                         | 15             |
| Великобритания (OCC UK Singles)              | 35             |
| США (Billboard Hot 100)                      | 62             |
| США (Billboard Hot Latin Songs)              | 3              |
| США (Billboard Hot Rock & Alternative Songs) | 6              |

## История релиза
| Регион            | Дата           | Формат                     | Лейбл               | Ссылка |
| ----------------- | -------------- | -------------------------- | ------------------- | ------ |
| Мир               | 21 января 2021 | Цифровые загрузки стриминг | Darkroom Interscope | [ 52 ] |
| Латинская Америка | 24 января 2021 | Contemporary hit radio     | Darkroom Interscope | [ 53 ] |